# Milton Berle
Mendel "Milton Berle" Berlinger (Manhattan, Nueva York; 12 de julio de 1908 - Los Ángeles, California; 27 de marzo de 2002) fue un humorista y actor estadounidense ganador de un Emmy. Fue la primera gran estrella de la televisión, presentando el programa de la NBC Texaco Star Theater (1948-55), y como tal llegó a ser apodado Uncle (Tío) Miltie y Mr. Television en la época dorada de la televisión.

## Primeros años
Nacido en Manhattan, eligió Milton Berle como su nombre profesional cuando tenía 16 años. Su padre, Moses Berlinger, era vendedor de productos de pintura. Su madre, Sarah (Sadie) Glantz Berlinger (1890–1968), se cambió el nombre a Sandra Berle al hacerse famoso su hijo.
Berle actuó como niño actor en películas del cine mudo, empezando con el serial The Perils of Pauline (1914), filmado en Fort Lee, Nueva Jersey, con Pearl White, El director le dijo a Berle que interpretaría a un muchacho que sería tirado de un tren en marcha. En Milton Berle: An Autobiography (1975), explicaba que estaba asustado por la escena, pero que finalmente tiraron un fardo de trapos en vez de a él.
Siguió actuando en otras películas tales como Bunny's Little Brother (1914) con John Bunny; Tess of the Storm Country (1914) con Mary Pickford; Birthright (1920) con Flora Finch; Love's Penalty (1921) con Hope Hampton; Divorce Coupons (1922) con Corinne Griffith y el serial Ruth of the Range (1923) con Ruth Roland. Berle indica que también actuó en otras producciones como Rebecca of Sunnybrook Farm, con Mary Pickford; The Mark of Zorro, con Douglas Fairbanks, y Tillie's Punctured Romance, con Charlie Chaplin, Mabel Normand y Marie Dressler.
Sin embargo, las afirmaciones de Berle de haber actuado en muchas de esas películas, particularmente en la comedia de Chaplin Tillie's Punctured Romance, son rebatidas por algunos, que citan la falta de evidencias demostrando que Berle había visitado por entonces la Costa Oeste. El papel que Berle reclamaba como suyo en "Tillie" fue interpretado sin ningún género de dudas por el niño actor Gordon Griffith.
En 1916 Berle entró en la Professional Children's School, y a los 12 años debutó en el teatro con la obra Florodora. Tras cuatro semanas en Atlantic City, el show se trasladó a Broadway. Gracias a esta obra se vio catapultado a una carrera humorística que se expandió a lo largo de ocho décadas, con actuaciones en clubes, Broadway, vodevil, Las Vegas, cine, televisión y radio.

## Ascenso al estrellato
La actuación de Berle en televisión en 1929 fue experimental, pero en los primeros años treinta llegó a ser un cómico de éxito. En 1933 fue contratado por el productor Jack White para interpretar la obra Poppin' the Cork, una comedia musical tópica acerca de la ley seca. Berle también participó en el guion del film, el cual fue estrenado por Educational Pictures. 
Berle se interesó en componer canciones. Con Ben Oakland y Milton Drake, Berle escribió la canción principal para el estreno de RKO Pictures Li'l Abner (1940), una adaptación de las viñetas de Al Capp, que fue interpretada por Buster Keaton. Berle escribió también una cara B para Spike Jones, "Leave the Dishes in the Sink, Ma".

## Radio
Entre 1934 y 1936, Berle intervino regularmente en el show de Rudy Vallee, y consiguió mucha publicidad participando con frecuencia en The Gillette Original Community Sing, un programa dominical de humor y variedades emitido por la CBS entre el 6 de septiembre de 1936 y el 29 de agosto de 1937. En 1939 presentó el programa Stop Me If You've Heard This One. 
A Three Ring Time, un espectáculo de comedia y variedades patrocinado por Ballantine Ale, le siguió en 1943 un programa patrocinado por Campbell Soup Company. Let Yourself Go (1944–1945) podría ser descrito como un slapstick radiofónico. Otro programa fue Kiss and Make Up, en la CBS en 1946. Además actuó como artista invitado en muchos programas de variedades a lo largo de las décadas de 1930 y 1940.
Con guion de Hal Block y Martin Ragaway, The Milton Berle Show presentaba a Berle junto a Arnold Stang, más adelante una cara familiar como compañero televisivo de Berle. En el reparto también intervenían Pert Kelton, Mary Schipp, Jack Albertson, Arthur Q. Bryan, Ed Begley y el presentador Frank Gallop. Patrocinado por Philip Morris USA, se emitió en la NBC desde el 11 de marzo de 1947 hasta el 13 de abril de 1948.
Su última serie radiofónica fue Texaco Star Theater, estrenada el 22 de septiembre de 1948 en la ABC y finalizada el 15 de junio de 1949, con Berle al frente de un reparto compuesto por Stang, Kelton y Gallop, junto con Charles Irving, Kay Armen y Al Kelly. Empleó a guionistas tales como Nat Hiken, los hermanos Danny Simon y Neil Simon, Leo Fuld y Aaron Ruben. Esta serie sirvió a Berle como rampa de lanzamiento para su estrellato en la televisión.

## Mr. Television
En 1948 la NBC decidió adaptar Texaco Star Theater a la televisión, con Berle como uno de los cuatro presentadores del show. Finalmente la NBC nombró a Berle presentador permanente. Su estilo muy visual y de vodevil era ideal para el nuevo medio. Berle y Texaco fueron los dominadores de las noches de los martes durante varios años, alcanzando el número uno en los niveles de audiencia. Berle y el programa ganaron un Emmy tras la primera temporada. Tal era su éxito que los martes se vendían menos entradas de cine, y algunos teatros, restaurantes y otros negocios cerraban para que sus clientes no se perdieran las travesuras de Berle. . 
Tras el inicio del show de Berle, las ventas de televisores subieron más del doble, alcanzando los dos millones de aparatos en 1949. Su rango como primera superestrella del medio le valió el sobrenombre de "Mr. Television".  También se ganó un apodo algo más familiar tras finalizar una emisión en 1949 con un consejo a los niños que seguían el programa: "Oigan a su Tío (Uncle) Miltie, vayan a la cama". 
Berle solicitó a la NBC cambiar de los espectáculos en directo a los programas grabados, para facilitar posibles reposiciones, pero la productora mostró escaso interés. NBC consintió en hacer un cinescopio de cada programa — una copia filmada directamente de la pantalla de TV. 
También arriesgó su fama televisiva al enfrentarse con Texaco cuando la firma intentó vetar las actuaciones de artistas negros. 

## Declive de Berle en la TV
NBC firmó con él un contrato televisivo en exclusiva sin precedentes, por un plazo de 30 años. El problema fue que NBC no tuvo en cuenta que en TV la vida de un humorista es más corta que en la radio, medio en el que algunas carreras habían durado dos décadas. En parte esto se debe a la naturaleza más efímera de la comedia visual (los que no se adaptan con rapidez no sobreviven), por lo que una única actuación televisiva igualaba años de trabajo en el ámbito de los clubes. También se decía que Berle tenía menos atractivo en el nuevo mercado de las ciudades pequeñas por las que se expandía la televisión. Otro factor tenía que ver con la posesión de los televisores. Al principio de los programas de Berle,
poca gente era propietaria de un aparato, por lo que gran parte de la audiencia tenía lugar en lugares públicos, que eran perfectos para la personalidad del actor. Sin embargo, al poseer más gente su propio televisor, los gustos del público reflejaron el ambiente de privacidad de sus domicilios. En cualquier caso, la popularidad de Berle disminuyó con rapidez. 
Texaco retiró su apoyo al show en 1953. Buick lo asumió, y el programa cambió de formato y pasó a llamarse The Buick-Berle Show. La crítica generalmente aprobó los cambios, pero las audiencias de Berle seguían cayendo y Buick se retiró tras dos temporadas. El programa pasó a ser Milton Berle Show, y finalizó tras una única temporada — aunque esa temporada fue testigo de dos de las primeras actuaciones televisivas de Elvis Presley, el 3 de abril de 1956 y el 5 de junio de 1956.
NBC finalmente canceló el show de Berle en junio de 1956, tras la controversia causada por la desinhibida interpretación hecha por Elvis Presley del tema "Hound Dog". Berle después intervino en la serie Kraft Music Hall, pero NBC cada vez encontraba menos escaparates para lucir a su antigua estrella. En 1960 se veía reducido a presentar un concurso, Jackpot Bowling.

## Vida trasThe Milton Berle Show
En Las Vegas Berle actuó en escenarios del Caesars Palace, del Sands Hotel, el Desert Inn y otros hoteles casino. Berle había actuado en el Thunderbird, uno de los primeros hoteles de Las Vegas, a finales de la década de 1940. Además de sus constantes actuaciones en clubes, Berle trabajó en Broadway en la obra de Herb Gardner The Goodbye People en 1968.
También actuó en numerosas películas, incluyendo Always Leave Them Laughing (1949) con Virginia Mayo y Bert Lahr; El botones, con Jerry Lewis (1960); Let's Make Love, con Marilyn Monroe y Yves Montand (1960); El mundo está loco, loco, loco (1963); The Loved One (1965); The Oscar (1966); Lepke (1975); el film de Woody Allen Broadway Danny Rose (1984), y Driving Me Crazy (1991). 
Liberado en parte de sus obligaciones con la NBC, Berle firmó en 1966 para una nueva serie semanal de variedades con la ABC. El show no consiguió una gran audiencia y fue cancelado tras una temporada. En 1966 actuó en el episodio 44 de Batman en el papel de un carcelero, sin aparecer en los créditos. Después actuó como el villano Louie the Lilac en dicha serie. Entre otras interpretaciones como estrella invitada destacan las que hizo para The Lucy Show, The Jackie Gleason Show, Superagente 86, Laugh-In, The Sonny & Cher Comedy Hour, The Hollywood Palace, F Troop, Fantasy Island y The Jack Benny Show. 
Al igual que su contemporáneo Jackie Gleason, Berle demostró ser un sólido actor dramático y fue felicitado por sus interpretaciones, destacando su papel en "Doyle Against The House", en The Dick Powell Show, en 1961, un papel por el cual más tarde recibió una nominación al Emmy. Otro papel dramático a destacar es el que hizo en Seven in Darkness, la primera de la popular serie de la ABC ABC Movie of the Week.
Durante este período, Berle entró en el Libro Guinness de los Récords por ser el artista con mayor número de actuaciones benéficas. A diferencia de los espectáculos de alto rango hechos por Bob Hope para entretener a las tropas, Berle hizo más shows, pero de un carácter más modesto, a lo largo de cincuenta años. Berle recibió una recompensa por su trabajo de entretenimiento como niño actor en bases militares durante la Primera Guerra Mundial, además de viajar a bases en el exterior durante la Segunda Guerra Mundial y la guerra de Vietnam. El primer teletón o telemaratón benéfico (para la Damon Runyon Cancer Research Foundation ) fue presentado por Berle en 1949 .

## Final de su carrera
El 14 de abril de 1979, Berle presentó el programa Saturday Night Live. Quizá el cómico vio esto como una oportunidad para revisitar su gloria en "Texaco Star Theater". Cualquiera que fuera su intención, él parecía intentar eclipsar a los jóvenes miembros del reparto. La reputación de Berle de controlar toda la producción de los programas televisivos —fuera o no el invitado— fue causa de tensiones en el plató. Finalmente Berle fue vetado para participar en el programa.
Milton Berle fue también estrella invitada de The Muppet Show, en el cual fue eclipsado por los personajes Statler y Waldorf.
Otro incidente sobre el protagonismo en sus programas ocurrió entre él y el actor Joe Flaherty durante la entrega de los Emmy de 1982. 
De sus últimas actuaciones para la TV cabe destacar su aparición como estrella invitada en un capítulo de The Fresh Prince of Bel-Air en 1993, su actuación en el vídeo de la canción "Round and Round" de la banda Ratt (su sobrino Marshall Berle era el mánager del grupo), o su intervención en la entrega de los MTV Video Music Awards de 1993, en la que tuvo una pequeña discusión con el cantante RuPaul.

## Últimos años
Como "Mr. Television", Berle fue una de las primeras siete personas en ser incluidas en el Television Academy Hall of Fame en 1984. Al año siguiente actuó en un episodio de la serie de la NBC creada por Steven Spielberg Cuentos asombrosos.  
Tras casarse y divorciarse en dos ocasiones de Joyce Mathews, una corista, Berle se casó en 1953 con Ruth Cosgrove, una antigua publicista, que falleció en 1989. Su cuarto matrimonio, con Lorna Adams, una diseñadora de moda, tuvo lugar en 1991. Tuvo dos hijos, Victoria y  William.
En sus últimos años Berle encontró consuelo en la Ciencia Cristiana y hablaba de sí mismo como de un judío y un científico cristiano.

## Fallecimiento
En abril de 2001 Berle anunció que tenía un cáncer colorrectal, pero que no se sometería a cirugía. En el momento del anuncio la esposa de Berle dijo que el tumor crecía tan lentamente que no pondría en peligro su vida hasta que no pasaran unos doce años. Desafortunadamente, menos de un año después, Berle falleció a los 93 años de edad, en Los Ángeles, California. 
Berle quiso ser enterrado junto a su tercera esposa, Ruth, en el cementerio Mount Sinai Memorial Park en Burbank, California. Su cuarta esposa, Lorna Adams, alteró el plan y el actor fue incinerado en el cementerio Hillside Memorial Park en Culver City, California.

## Broadway
- Earl Carroll's Vanities of 1932 (1932) - revista – en los papeles de "Mortimer" en el número "Mourning Becomes Impossible", "Joe Miller, Jr." en "What Price Jokes", "Frank" en "Two Sailors", "Paul" en "The Cabinet of Doctor X", el "Announcer" en "Studio W.M.C.A." el "Defendant" en "Trial by Jury" y "Milton" en "The Bar Relief"
- Saluta (1934) - Musical, coletrista e intérprete, con el papel de "'Windy' Walker"
- See My Lawyer (1939) - Teatro – intérprete con el papel de "Arthur Lee"
- Ziegfeld Follies de 1943 (1943) - revista – intérprete con el papel de "Cecil" en Counter Attack, "J. Pierswift Armour" en The Merchant of Venison, "Perry Johnson" en Loves-A-Poppin, "Escamillio" en Carmen in Zoot, "Charlie Grant" Mr Grant Goes To Washington, "'The Micromaniac' Singer" y  "'Hold That Smile' Dancer"
- I'll Take the High Road (1943) - Teatro - coproductor
- Seventeen (1951) - Musical - coproductor
- The Goodbye People (1968) – intérprete con el papel de "Max Silverman"

## Filmografía
- 1914: The Perils of Pauline
- 1917: Rebecca of Sunnybrook Farm
- 1920: The Mark of Zorro (sin créditos), Birthright
- 1921: Little Lord Fauntleroy (sin créditos)
- 1922: Tess of the Storm Country (sin créditos)
- 1923: Ruth of the Range (sin créditos)
- 1933: Poppin' the Cork
- 1937: New Faces of 1937
- 1938: Radio City Revels
- 1940: Li'l Abner (canción principal junto a Ben Oakland y Milton Drake)
- 1941: Tall, Dark and Handsome, The Great American Broadcast, Sun Valley Serenade (Tú serás mi marido), Rise and Shine
- 1942: A Gentleman at Heart, Whispering Ghosts, Over My Dead Body
- 1943: Margin for Error
- 1949: Always Leave Them Laughing
- 1960: The Bellboy
- 1960:  Let's Make Love (El multimillonaro)
- 1963: El mundo está loco, loco, loco
- 1965: The Loved Ones (Los seres queridos)
- 1966: The Oscar, Don't Worry, We'll Think of a Title
- 1967: The Happening (El suceso), Who's Minding the Mint? (Rififí a la americana)
- 1968: Silent Treatment, Where Angels Go, Trouble Follows, For Singles Only
- 1969: Can Hieronymus Merkin Ever Forget Mercy Humppe and Find True Happiness?, Seven in Darkness
- 1972: Evil Roy Slade
- 1974: Journey Back to Oz (voz)
- 1975: Lepke
- 1976: Won Ton Ton, the Dog Who Saved Hollywood
- 1976  Let's Make a Deal
- 1979: The Muppet Movie
- 1985: La gran aventura de Pee-Wee
- 1983: Cracking Up
- 1988: Side by Side
- 1991: Driving Me Crazy
- 1992: The Fresh Prince of Bel-Air
- 1994: Un siglo de cine
- 1995: Storybook
- 2000: Two Heads Are Better Than None

### Audio
- Free OTR: Milton Berle Show (dos episodios)

- Datos: Q558933
- Multimedia: Milton Berle / Q558933